# 14624 Примаченко
14624 Примаче́нко (14624 Prymachenko) — астероїд головного поясу, відкритий 18 жовтня 1998 року.
Астероїд названо на честь української художниці Марії Примаченко. Назву запропонував Клим Чурюмов.
Тіссеранів параметр щодо Юпітера — 3,347.